# Château de Heynitz
Le château de Heynitz (Schloß Heynitz) est un château saxon dont les fondations remontent au Xe siècle et qui se trouve dans le village de Heynitz, faisant partie de la commune de Nossen dans l'arrondissement de Meissen.

## Histoire
Le château repose sur les fondations d'un ancien fort du Xe siècle avec une tour qui surveillait la route de Meissen à Wilsdruff. Il est reconstruit au XIIe siècle et se présente sous la forme d'un grand quadrilatère de pierre, entouré d'une palissade de bois et d'un fossé. Cette dernière est transformée en rempart de pierre un siècle plus tard. L'édifice est agrandi vers le nord.
Le château est encore agrandi entre 1400 et 1500 du côté est et décoré de pignons typiques de l'architecture nordique. Vers 1510 le côté sud est élargi, si bien qu'à cette époque le château de Heynitz prend sa configuration générale actuelle. Des aménagements mineurs ont lieu encore jusqu'à la fin du XVIe siècle.
le château est totalement restauré et rénové entre 1847 et 1849. La tour de l'escalier du sud-est est démolie pour laisser la place à un nouvel escalier. Heynitz est électrifié en 1919-1920 et l'intérieur modernisé, avec téléphone et chauffage central et même un petit ascenseur.
Ce château et ses domaines, champs et forêts, sont dès l'origine propriété de la famille von Heynitz. Elle en garde la propriété un millénaire, jusqu'à son expulsion en 1945. Benno von Heynitz et son épouse Eleonore, née von Canal, y fondent dans les années 1930 une école basée sur la biodynamie. Après 1945 et la nationalisation des terres, le château est transformé en école communale et en jardin d'enfants et abrite divers services municipaux. Les familles von Heynitz et von Watzdorf rachètent le château et les communs à la commune en 2004 pour 150 000 euros. Il est en cours de restauration.

## Source
- (de) Cet article est partiellement ou en totalité issu de l’article de Wikipédia en allemand intitulé « Schloss Heynitz » (voir la liste des auteurs).

## Bibliograhie
- (de) Dr. Helmuth Gröger: Burgen und Schlösser in Sachsen, Verlag Heimatwerk Sachsen, Dresden, 1940, pp. 120-121